# Sonorska puščava
Sonorska puščava ali puščava Sonora je severnoameriška puščava, ki s površino 260,000 km2 zavzema velik del jugozahodnih Združenih držav Amerike (Arizona in Kalifornija) in severozahodne Mehike. Skozi Sonorsko puščavo poteka zahodni del ameriško-mehiške meje, ki jo tu pogosto prečkajo nelegalni priseljenci. Sonorska puščava fitogeografsko pripada Sonorski florni pokrajini madrske regije, delu holarktične florne oblasti Zahodne poloble. Tu najdemo številne endemične rastlinske in živalske vrste, npr. značilni kaktus saguaro. Zaradi dvosezonske razporeditve padavin ima Sonorska puščava največjo pestrost rastlinskih vrst med vsemi puščavami na svetu.